# San Jon (Nouveau-Mexique)
San Jon est un village de l'État américain du Nouveau-Mexique, situé dans le Comté de Quay. Selon le recensement de 2010, sa population est de 216 habitants.